# 이근원
이근원(1987년 7월 18일 ~ )은 대한민국의 축구 선수이다. 포지션은 오른쪽 윙어, 오른쪽 측면 미드필더, 오른쪽 풀백이다.